# Autotransplantacja
Autotransplantacja (gr. αὐτός, autos ‘sam’) – przeszczepianie narządów lub tkanek w obrębie tego samego organizmu. Najczęstszymi przykładami autotransplanctacji są przeszczepy skóry lub kości po urazach oraz przeszczepy naczyń krwionośnych (tzw. bypassy).